# Eleições estaduais no Espírito Santo em 1950
As eleições estaduais no Espírito Santo em 1950 ocorreram em 3 de outubro como parte das eleições gerais no Distrito Federal, em 20 estados e nos territórios federais do Acre, Amapá, Rondônia e Roraima. Foram eleitos o governador Jones dos Santos Neves , o vice-governador Francisco Ataíde e o senador Carlos Lindenberg, além de sete deputados federais e trinta e dois estaduais.
Nascido em São Mateus, o farmacêutico Jones dos Santos Neves é formado na Universidade Federal do Rio de Janeiro e integrou o Instituto Histórico e Geográfico do Espírito Santo, o Conselho Técnico de Economia e Finanças do Espírito Santo e presidiu o Banco de Crédito Agrícola do Espírito Santo. Em 21 de janeiro de 1943 o presidente Getúlio Vargas o escolheu interventor federal em substituição a João Punaro Bley. Seu regresso à vida política ocorreu ao eleger-se senador via PSD em 1947 e foi eleito governador do Espírito Santo em 1950.
Sobrinho de Jerônimo Monteiro e Bernardino Monteiro, o advogado Carlos Lindenberg é graduado na Universidade Federal do Rio de Janeiro. Nascido em Cachoeiro de Itapemirim, elegeu-se deputado federal em 1933 e integrou a Assembleia Nacional Constituinte que redigiu a Carta Magna de 1934, ano em que foi reeleito. Foi nomeado secretário de Fazenda e depois secretário de Agricultura no governo João Punaro Bley, cargos que deixou no curso do Estado Novo assumindo a seguir a direção da Junta de Conciliação e Julgamento em Vitória, tal como fora antes vice-presidente da Associação Comercial do Espírito Santo. Filiado ao PSD elegeu-se deputado federal em 1945, governador capixaba em 1947 e senador em 1950.

## Resultado da eleição para governador
Conforme o Tribunal Superior Eleitoral houve 121.179 votos nominais (92,81%), 5.328 votos em branco (4,08%) e 4.058 votos nulos (3,11%) resultando no comparecimento de 130.565 eleitores.
| Candidatos a governador do estado | Candidatos a vice-governador | Número | Coligação                                    | Votação | Percentual |
| --------------------------------- | ---------------------------- | ------ | -------------------------------------------- | ------- | ---------- |
| Jones dos Santos Neves PSD        | Ver abaixo -                 | -      | Nome não disponível (PSD, PTB)               | 71.266  | 58,81%     |
| Afonso Schwab PR                  | Ver abaixo -                 | -      | Nome não disponível (PR, UDN, PDC, PST, PRP) | 49.913  | 41,19%     |

## Resultado da eleição para vice-governador
Conforme o Tribunal Superior Eleitoral houve 112.958 votos nominais (86,51%), 13.455 votos em branco (10,31%) e 4.152 votos nulos (3,18%) resultando no comparecimento de 130.565 eleitores.
| Candidatos a vice-governador | Candidatos a governador do estado | Número | Coligação                                    | Votação | Percentual |
| ---------------------------- | --------------------------------- | ------ | -------------------------------------------- | ------- | ---------- |
| Francisco Ataíde PSD         | Ver acima -                       | -      | Nome não disponível (PSD, PTB)               | 69.593  | 61,61%     |
| Fernando Duarte Rabelo PR    | Ver acima -                       | -      | Nome não disponível (PR, UDN, PDC, PST, PRP) | 43.365  | 38,39%     |

## Resultado da eleição para senador
Conforme o Tribunal Superior Eleitoral houve 113.742 votos nominais (87,11%), 12.663 votos em branco (9,70%) e 4.160 votos nulos (3,19%) resultando no comparecimento de 130.565 eleitores.
| Candidatos a senador da República | Primeiro suplente de senador | Número | Coligação                                    | Votação | Percentual |
| --------------------------------- | ---------------------------- | ------ | -------------------------------------------- | ------- | ---------- |
| Carlos Lindenberg PSD             | Ver abaixo -                 | -      | Nome não disponível (PSD, PTB)               | 66.495  | 58,46%     |
| Asdrubal Soares Parra UDN         | Ver abaixo -                 | -      | Nome não disponível (PR, UDN, PDC, PST, PRP) | 47.247  | 41,54%     |

## Resultado da eleição para suplente de senador
Conforme o Tribunal Superior Eleitoral houve 90.556 votos nominais (69,36%), 35.542 votos em branco (27,22%) e 4.467 votos nulos (3,42%) resultando no comparecimento de 130.565 eleitores.
| Primeiro suplente de senador      | Candidatos a senador da República | Número | Coligação                                    | Votação | Percentual |
| --------------------------------- | --------------------------------- | ------ | -------------------------------------------- | ------- | ---------- |
| Edson Pitombo Cavalcanti PSD      | Ver acima -                       | -      | Nome não disponível (PSD, PTB)               | 65.447  | 72,27%     |
| Aristides Teixeira de Rezende UDN | Ver acima -                       | -      | Nome não disponível (PR, UDN, PDC, PST, PRP) | 25.109  | 27,73%     |

## Deputados federais eleitos
São relacionados os candidatos eleitos com informações complementares da Câmara dos Deputados. Ressalte-se que os votos em branco eram incluídos no cálculo do quociente eleitoral nas disputas proporcionais até 1997, quando essa anomalia foi banida de nossa legislação. Foram apurados 119.617 votos válidos (91,62%), 6.544 votos em branco (5,01%) e 4.404 votos nulos (3,37%) resultando no comparecimento de 130.565 eleitores.

Representação eleita
  PSD: 4
  PRP: 1
  UDN: 1
  PR: 1

| Deputados federais eleitos | Partido | Votação | Percentual | Cidade onde nasceu    | Unidade federativa |
| Ponciano dos Santos        | PRP     | 11.150  | 8,84%      | Osório                | Rio Grande do Sul  |
| Napoleão Fontenele         | PSD     | 10.281  | 8,15%      | Viçosa do Ceará       | Ceará              |
| Eurico Sales               | PSD     | 9.990   | 7,92%      | Vitória               | Espírito Santo     |
| Dulcino Monteiro           | UDN     | 9.152   | 7,25%      | Campos dos Goytacazes | Rio de Janeiro     |
| Francisco Aguiar           | PSD     | 6.541   | 5,18%      | São José do Calçado   | Espírito Santo     |
| Álvaro Castelo             | PSD     | 5.994   | 4,75%      | Serra                 | Espírito Santo     |
| Wilson Cunha               | PR      | 4.606   | 3,65%      | São Mateus            | Espírito Santo     |

## Deputados estaduais eleitos
Estavam em jogo 32 cadeiras da Assembleia Legislativa do Espírito Santo. Foram apurados 121.722 votos válidos (93,23%), 4.323 votos em branco (3,31%) e 4.520 votos nulos (3,46%) resultando no comparecimento de 130.565 eleitores.

Representação eleita
  PSD: 15
  UDN: 7
  PTB: 6
  PRP: 2
  PR: 2

Fonteː
| Deputados estaduais eleitos   | Partido | Votação | Percentual | Cidade onde nasceu      | Unidade federativa  |
| Dirceu Cardoso                | PSD     | 2.817   | 2,23%      | Miracema                | Rio de Janeiro      |
| Euclides Jacob Junior         | PSD     | 2.264   | 1,80%      | Mimoso do Sul           | Espírito Santo      |
| Osvaldo Zanello               | PRP     | 2.046   | 1,62%      | Ribeirão Preto          | São Paulo           |
| Eugênio de Souza Paixão       | PSD     | 2.008   | 1,59%      | Guaçuí                  | Espírito Santo      |
| Clóvis Stenzel                | PRP     | 1.957   | 1,55%      | Osório                  | Rio Grande do Sul   |
| Lauro Ferreira da Silva Pinto | PSD     | 1.927   | 1,53%      | Nova Venécia            | Espírito Santo      |
| Otto de Oliveira Neves        | PSD     | 1.887   | 1,50%      | Vitória                 | Espírito Santo      |
| Paulo Antônio Lorenzoni       | UDN     | 1.868   | 1,48%      | Cachoeiro de Itapemirim | Espírito Santo      |
| Floriano Rubim                | PTB     | 1.863   | 1,48%      | Alegre                  | Espírito Santo      |
| Benjamim de Barros            | UDN     | 1.854   | 1,47%      | Venda Nova do Imigrante | Espírito Santo      |
| Luís Ferreira de Lima Freitas | PSD     | 1.849   | 1,47%      | Santa Maria de Jetibá   | Espírito Santo      |
| Alfredo Antônio               | PSD     | 1.837   | 1,46%      | Serra                   | Espírito Santo      |
| Pedro Vieira Filho            | PR      | 1.669   | 1,32%      | Viana                   | Espírito Santo      |
| Arnaldo Bastos                | UDN     | 1.661   | 1,32%      | Santa Teresa            | Espírito Santo      |
| Francisco Schwartz            | PSD     | 1.630   | 1,29%      | Santa Leopoldina        | Espírito Santo      |
| Jair Giestas                  | PSD     | 1.611   | 1,28%      | Cachoeiro de Itapemirim | Espírito Santo      |
| Danilo Monteiro de Castro     | UDN     | 1.606   | 1,27%      | Cachoeiro de Itapemirim | Espírito Santo      |
| Jefferson de Aguiar           | PSD     | 1.560   | 1,24%      | Vitória                 | Espírito Santo      |
| Carlyle Passos                | PSD     | 1.555   | 1,23%      | Baixo Guandu            | Espírito Santo      |
| Sebastião Thiebaut            | PSD     | 1.528   | 1,21%      | Pancas                  | Espírito Santo      |
| Judite Leão Castelo Branco    | PSD     | 1.528   | 1,21%      | Serra                   | Espírito Santo      |
| Otaviano Santos               | PSD     | 1.504   | 1,19%      | Colatina                | Espírito Santo      |
| Eli Junqueira                 | PTB     | 1.491   | 1,18%      | Ecoporanga              | Espírito Santo      |
| Arsílio Caiado Ferreira       | PSD     | 1.466   | 1,16%      | Piúma                   | Espírito Santo      |
| Domício Mendes                | PTB     | 1.333   | 1,06%      | Vila Velha              | Espírito Santo      |
| Argilano Dario                | PTB     | 1.270   | 1,01%      | São José do Campestre   | Rio Grande do Norte |
| Eurico Resende                | UDN     | 1.176   | 0,93%      | Ubá                     | Minas Gerais        |
| Aníbal Faria                  | UDN     | 1.159   | 0,92%      | Fundão                  | Espírito Santo      |
| Custódio Tristão              | PR      | 1.080   | 0,86%      | Guaçuí                  | Espírito Santo      |
| Mileto Rizzo                  | UDN     | 1.003   | 0,80%      | Vargem Alta             | Espírito Santo      |
| Sebastião da Rocha Machado    | PTB     | 958     | 0,76%      | Rio Bananal             | Espírito Santo      |
| Lauro Calmon Nogueira da Gama | PTB     | 937     | 0,74%      | Muniz Freire            | Espírito Santo      |